# Andreas Niniadīs
Andreas Niniadīs (in greco Ανδρέας Νινιάδης?; Tbilisi, 18 febbraio 1971) è un ex calciatore greco, di ruolo centrocampista.

## Caratteristiche tecniche
Era un centrocampista centrale.

## Palmarès

### Club

#### Competizioni nazionali
- Campionato greco: 7

Olympiakos: 1996-1997, 1997-1998, 1998-1999, 1999-2000, 2000-2001, 2001-2002, 2002-2003
- Coppa di Grecia: 1

Olympiakos: 1998-1999